# 徐玉兰 (河南坠子演员)
徐玉兰（1933年—2020年3月24日），女，祖籍山东济宁，生于山东枣庄，中国河南坠子表演艺术家，甘肃省曲艺团一级演员，中国曲艺家协会理事。